# 哈亞西
哈亞西是台灣男性漫畫家，本名林建智，擅長描繪美少女以及搞笑橋段。曾就讀國立中山大學應用數學系。

## 簡歷
- 2011年以短篇漫畫《大家都能簡單學會的神奇魔術》獲得未來數位第一屆未來盃華語漫畫獎首獎[1]。同年推出個人單行本《台大裸體藝術社》，因為描述了國立台灣大學相關的人事物、調侃台大知名校友，成為台灣媒體的注意焦點 [2]。之後繪製長篇漫畫《戰術仙女花木蘭傳》。
- 2015年6月繪製光華商場看板娘「光華娘」。[3]
- 2016年以「Kenji」（日语：けんじ）名義在日本Hit出版社成人漫畫月刊《Comic阿吽》連載《裸體藝術社!!》，2018年未來數位代理中文版。
- 2020年7月16日，因《裸體藝術社!!》遭新視界文化事業出版社盗版，起诉其负责人洪振凱并胜诉，获赔新台币六万元[4]，洪振凱被判处有期徒刑两个月[5]。
- 2020年7月，短篇漫画《少女台湾放浪記》获秋田书店「谁都是Young Champion」新人奖，后于12月在杂志《Young Champion 烈》开始连载《好想去台玩！台灣旅行同好會》（日语：いきたいわん！ 台湾旅行同好会）[6]。

## 作品一覽
- 《台大裸體藝術社》（全一冊）
- 《戰術仙女花木蘭傳》（未完結）
- 《裸體藝術社!!》（全一冊）
- 《好想去台玩！台灣旅行同好會》（全三冊）
- 《転生荷運び人の異世界攻略法》（連載中）

## 獎項紀錄
- 2011年《大家都能簡單學會的神奇魔術》第一屆未來盃華語漫畫獎首獎

## 外部連結
- 健康流倉坊 （個人BLOG）（页面存档备份，存于）